# GOLDEN☆BEST 園まり
『GOLDEN☆BEST 園まり』（ゴールデン☆ベスト そのまり）は、園まりのベストアルバム。2004年2月25日発売。発売元はユニバーサルミュージック。

## 解説
各レコード会社から発売されているゴールデン☆ベストシリーズの中の1枚。
1960年代、園と同じ芸能事務所「渡辺プロダクション」に所属していた中尾ミエ・伊東ゆかりらと「スパーク三人娘（ナベプロ三人娘）」と呼ばれていた頃のヒット曲が主に収録されている。
21世紀になって間もなく、数10年ぶりに3人揃ってのコンサート「"スパーク3人娘" アゲイン DREAM CONCERT TOUR」が開催されたほか、NHK夏の恒例番組『思い出のメロディー』にも三人で出演し、本ベスト盤収録曲でもある「逢いたくて逢いたくて」を披露した。
最後のNHK紅白歌合戦出演となった第19回の歌唱曲「ひとりにしないで」は未収録となっている。

## 収録曲
1. 逢いたくて逢いたくて　（3:46）
  - 第16回NHK紅白歌合戦 歌唱曲
  - 中森明菜がカヴァーした。『歌姫』（1994.3.24)収録。
2. あんたなんか　（2:42）
3. やさしい雨　（3:55）
4. 何でもないわ　（3:22）
5. 夢は夜ひらく　（4:03）
  - 第17回NHK紅白歌合戦 歌唱曲
  - 1960年代から1970年代頃は、カヴァーの定番であった。
  - 歌詞をリニューアルして発表された藤圭子ヴァージョン「圭子の夢は夜ひらく」も大ヒットした。
6. 一人で踊るブルース　（3:36）
7. 何も云わないで　（3:25）
8. 帰りたくないの　（3:31）
9. つれてって　（3:25）
10. 愛は惜しみなく　（3:44）
  - 第18回NHK紅白歌合戦 歌唱曲
11. 愛情　（4:01）
12. 好きなの好きなの　（3:46）
13. あなたのとりこ　（2:48）
14. 泣きぬれて　（3:29）
15. 大阪の女　（3:22）
16. 太陽はひとりぼっち　（2:45）
17. ほゝにかゝる涙　（3:10）
18. 涙のバースディ・パーティー　（2:02）
19. ヴァケイション　（2:22）
  - 弘田三枝子の歌唱で広く知られる。
20. ブルー・ライト・ヨコハマ　（2:58）　
  - いしだあゆみの大ヒット・ナンバー。
21. ウナ・セラ・ディ東京　（2:10）
  - ザ・ピーナッツや西田佐知子、和田弘とマヒナスターズらの歌唱で広く知られる。
22. ベッドで煙草を吸わないで　（2:53）　
  - 沢たまきや西田佐知子らの歌唱で広く知られる。

## 関連人物
- 岩谷時子
- 中尾ミエ
- 伊東ゆかり